# Scott Tingle
Scott David Tingle, né le 19 juillet 1965 à Attleboro, Massachusetts, est un astronaute américain de la NASA.
Il est sélectionné en juin 2009 pour devenir un membre du groupe d'astronautes 20.

## Biographie
Commander dans l'US Navy, il est pilote d'essai et adjoint au chef de projet en ingénierie des systèmes à la Naval Air Station Patuxent River. 
Le 29 juin 2009, la NASA annonce sa sélection parmi le groupe de neuf candidats à l'entrainement d'astronaute, pour devenir pilote du Groupe 20.
Scott Tingle est aussi guitariste.

## Vols réalisés

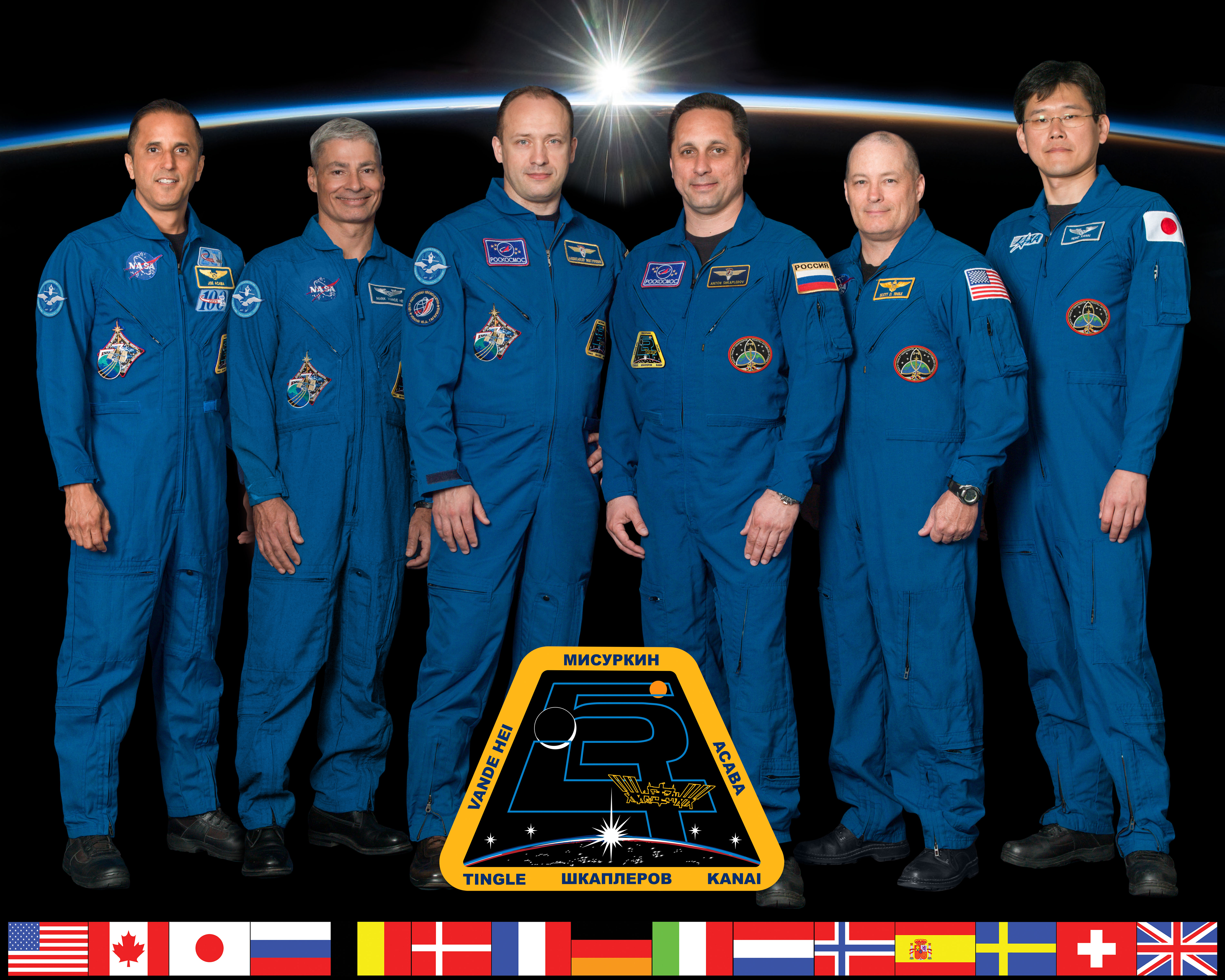
L'équipage de six membres de l'Expedition 54 pose pour un portrait officiel de l'équipage au Johnson Space Center de Houston, au Texas.

Il part le 17 décembre 2017 à bord à bord du Soyouz MS-07 pour participer aux expéditions 54 et 55 de la Station spatiale internationale en tant qu'ingénieur de vol. Il réalise une sortie extravéhicualire (EVA) de 7 h 24 min au cours de cette mission avec Mark Vande Hei afin d'entretenir le bras robotique Canadarm 2 de la station. Tingle est rentré sur le même Soyouz le 3 juin 2018, après 168 jours dans l'espace.
En septembre 2022 il est nommé commandant de Boeing Starliner-1.

## Galerie

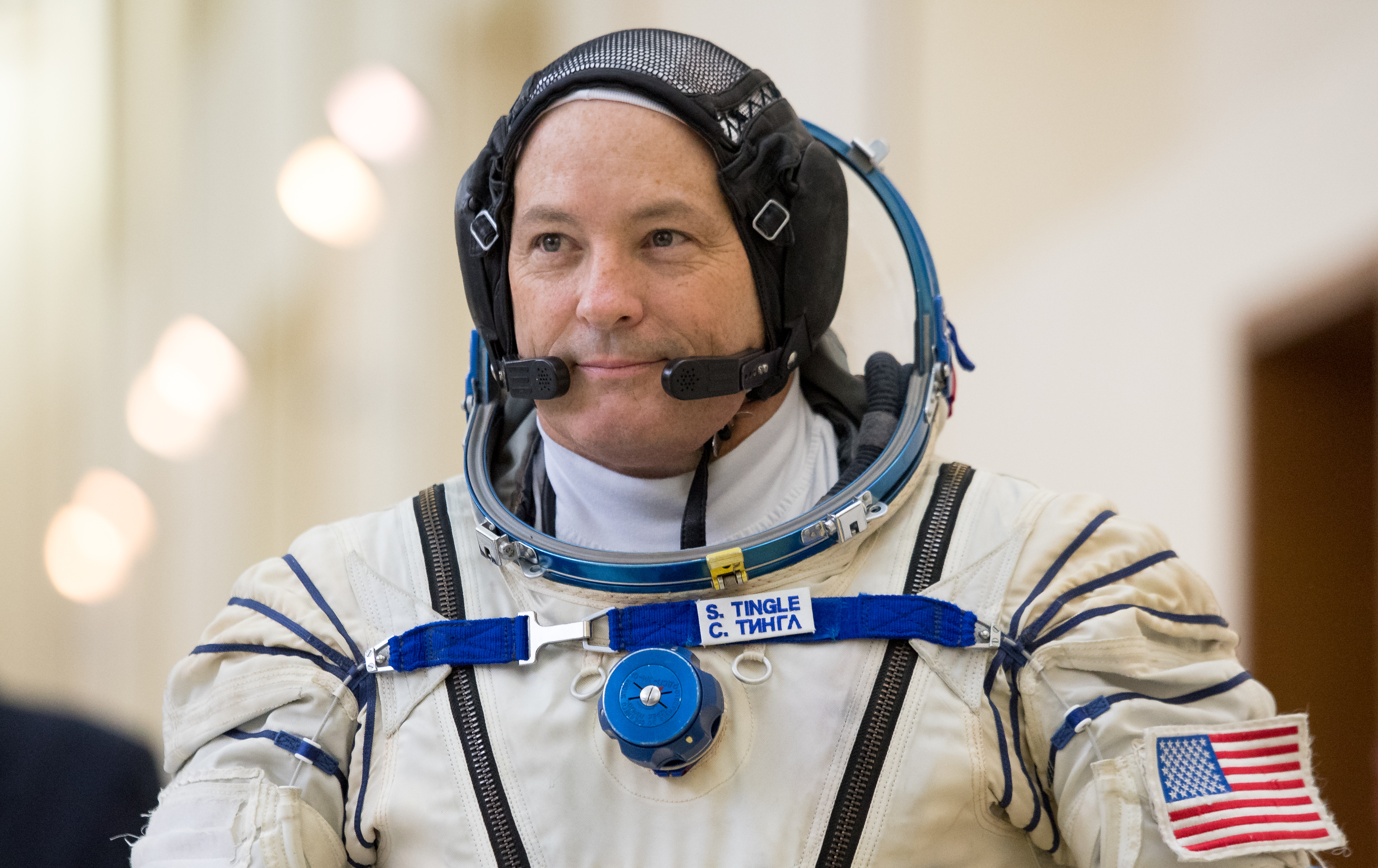
Après sa qualification pour le vol sur Soyouz.
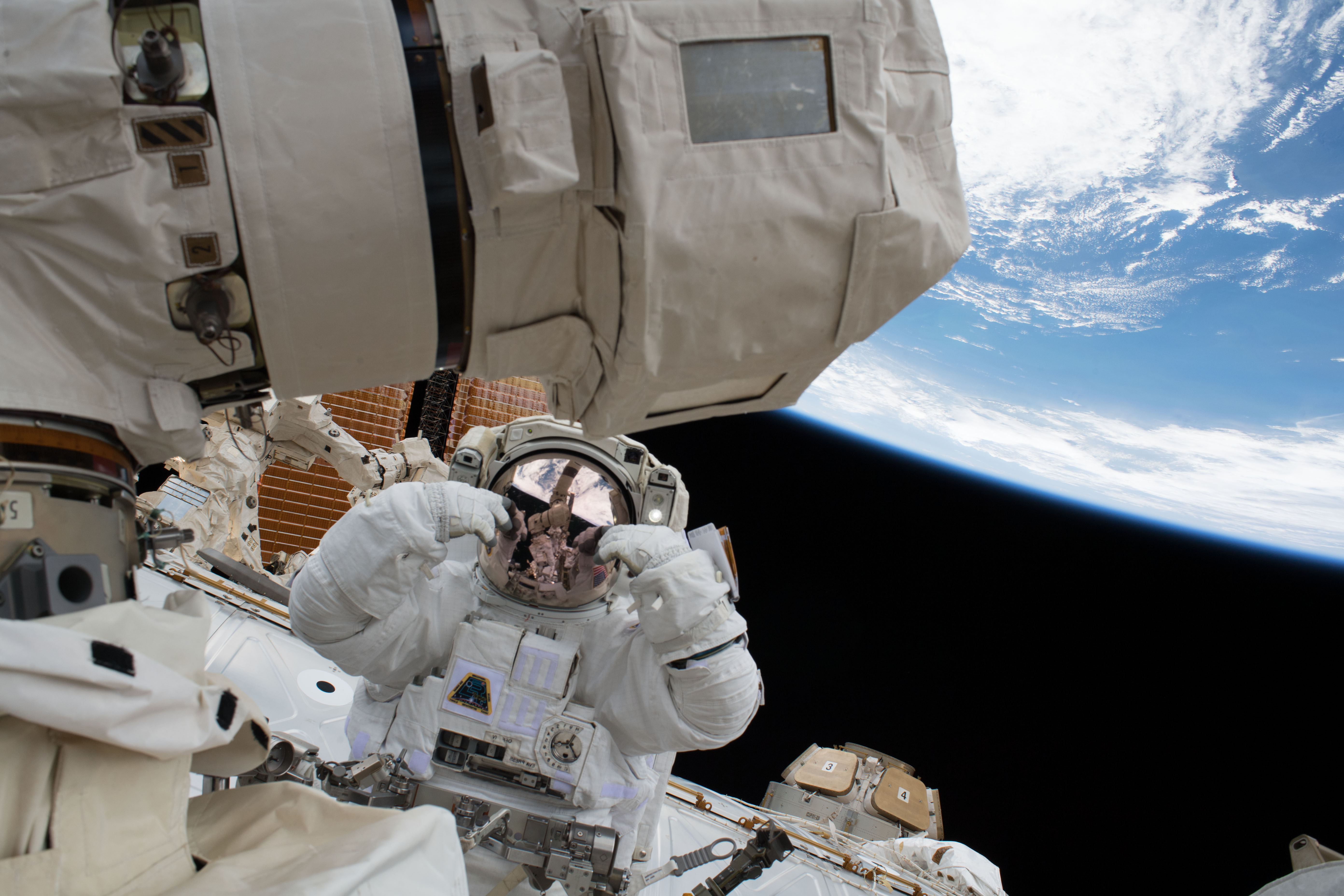
Lors de sa première sortie extravéhiculaire.
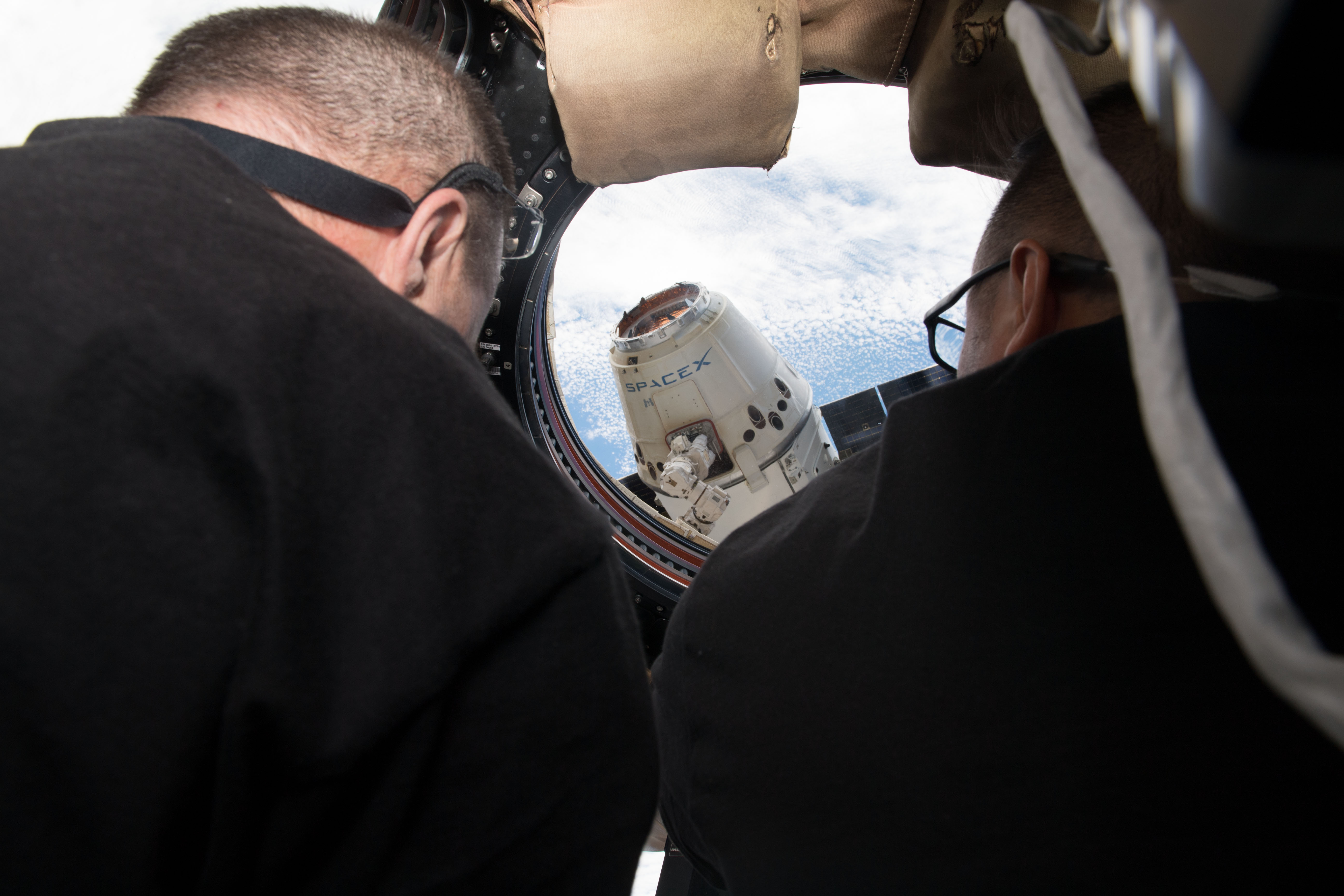
Tingle (à gauche) est ici avec son collègue Joe Acaba dans la Cupola pour relâcher le cargo Dragon CRS-13
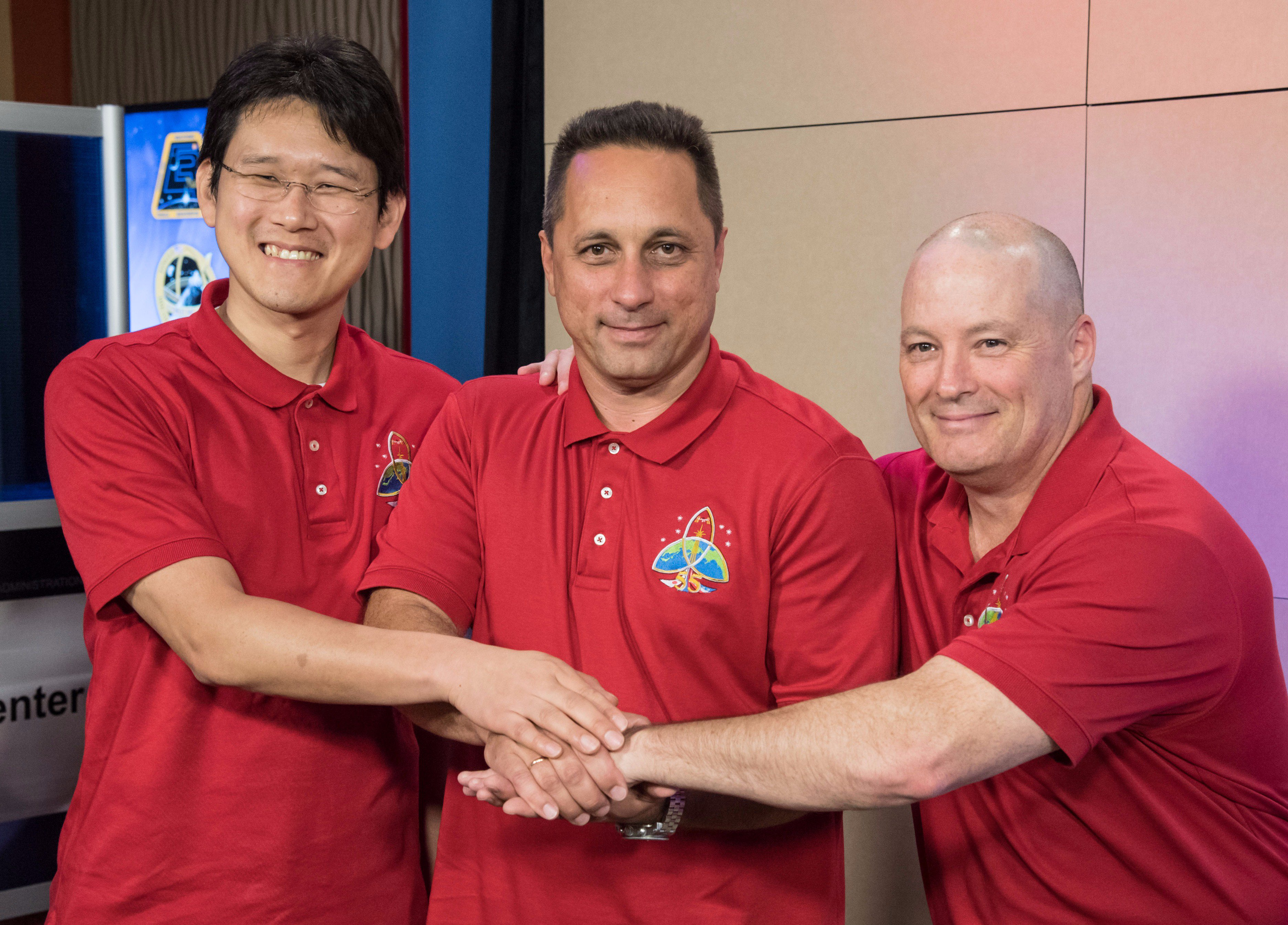
Après la conference de presse de son retour de l'expedition 55-56 (à droite sur la photo)